# Lịch sử của lịch
Lịch sử của lịch được xem xét từ những phương pháp có nguồn gốc cổ xưa, khi mà con người tạo ra và sử dụng các phương pháp khác nhau để theo dõi các ngày và các đơn vị thời gian lớn hơn. Các lịch thường phục vụ cả mục đích văn hóa và thực tế và thường được liên kết với thiên văn học và nông nghiệp.
Các nhà khảo cổ học đã tái tạo lại các phương pháp đo thời gian từ thời kỳ tiền sử ít nhất cũng cổ như thời kỳ Đại Hồi cổ. Các đơn vị tự nhiên được sử dụng để đo thời gian bởi hầu hết các xã hội lịch sử là ngày, năm mặt trời và quý âm. Các lịch được sử dụng rõ ràng là các hệ thống được sử dụng để đo thời gian. Các lịch đầu tiên được ghi chép và định hình theo lịch sử được xác nhận từ thời kỳ Thời kỳ đồ đồng và phụ thuộc vào việc phát triển văn chương đồ đồng ở Miền Đông gần cổ đại. Ở Victoria, Australia, một sắp xếp đá Wurdi Youang có thể có từ hơn 11.000 năm trước đây. Trong năm 2013, các nhà khảo cổ đã khai quật ra bằng chứng cổ xưa về một hệ thống lịch 10.000 năm tuổi tại Warren Field, Aberdeenshire. Lịch Sumerian là lịch sớm nhất được chứng nhận theo lịch sử, tiếp theo là lịch Ai Cập, lịch Assyrian và lịch Elamite.
Lịch Vikram Samvat đã được sử dụng bởi người Hindu và Sikh. Nó là một trong nhiều lịch Hindu vùng miền được sử dụng trên bán đảo Ấn Độ, dựa trên mười hai tháng trăng từ ngày này qua ngày khác và 365 ngày mặt trời. Năm âm lịch bắt đầu vào ngày trăng mới của tháng Chaitra. Ngày này, được gọi là Chaitra Sukhladi, là một ngày lễ hạn chế (tùy chọn) tại Ấn Độ. Một số bia cổ đại và trung cổ sử dụng Vikram Samvat. Mặc dù được cho là được đặt theo tên của vị vua huyền thoại Vikramaditya Samvatsara ("Samvat" trong viết tắt), "Samvat" là thuật ngữ tiếng Sanskrit cho "năm". Hoàng đế Vikramaditya của Ujjain đã bắt đầu Vikram Samvat vào năm 57 TCN và được cho là lịch này theo sau chiến thắng của ông trước Saka vào năm 56 TCN.
Một số hệ thống lịch của các nền văn minh cổ Đông Á xuất hiện trong hồ sơ khảo cổ thời đại Thời kỳ sắt, dựa trên các lịch Assyrian và Babylon. Điều này bao gồm lịch của Đế quốc Ba Tư, từ đó đã dẫn đến lịch Zoroastrian cũng như lịch Hebrew.
Các lịch trong thời cổ đại thường là âm dương hợp, phụ thuộc vào việc thêm vào các tháng chèn để làm phù hợp các năm mặt trời và âm lịch. Điều này chủ yếu dựa trên quan sát, nhưng có thể đã có những nỗ lực sớm để mô phỏng mô hình thuật toán của quá trình chèn, như được chứng minh trong lịch Coligny từ thế kỷ 2 (nhưng chỉ còn dư dả). Tuy nhiên, lịch La Mã chứa những di tích rất cổ của một năm mặt trời 10 tháng trước thời kỳ Etruscan.
Lịch La Mã đã được cải cách bởi Giulius Caesar vào năm 45 TCN. Lịch Julian không còn phụ thuộc vào việc quan sát mặt trăng mới mà chỉ đơn giản là áp dụng một thuật toán để thêm vào một ngày nhuận mỗi bốn năm. Điều này tạo ra sự tách biệt giữa tháng trong lịch và âm lịch.
Vào thế kỷ 11 ở Ba Tư, một cải cách lịch do Khayyam thông báo vào năm 1079, khi độ dài của năm được đo là 365,24219858156 ngày. Với việc độ dài của năm thay đổi trong đến thập phân thứ sáu trong suốt cuộc đời con người, điều này rất chính xác. So sánh với độ dài của năm vào cuối thế kỷ 19 là 365,242196 ngày, trong khi vào cuối thế kỷ 20 là 365,242190 ngày.
Lịch Gregorian được giới thiệu như là một cải tiến của lịch Julian vào năm 1582 và ngày nay được sử dụng trên toàn thế giới như là lịch "de facto" cho mục đích thế tục.

## Nguồn gốc từ ngữ

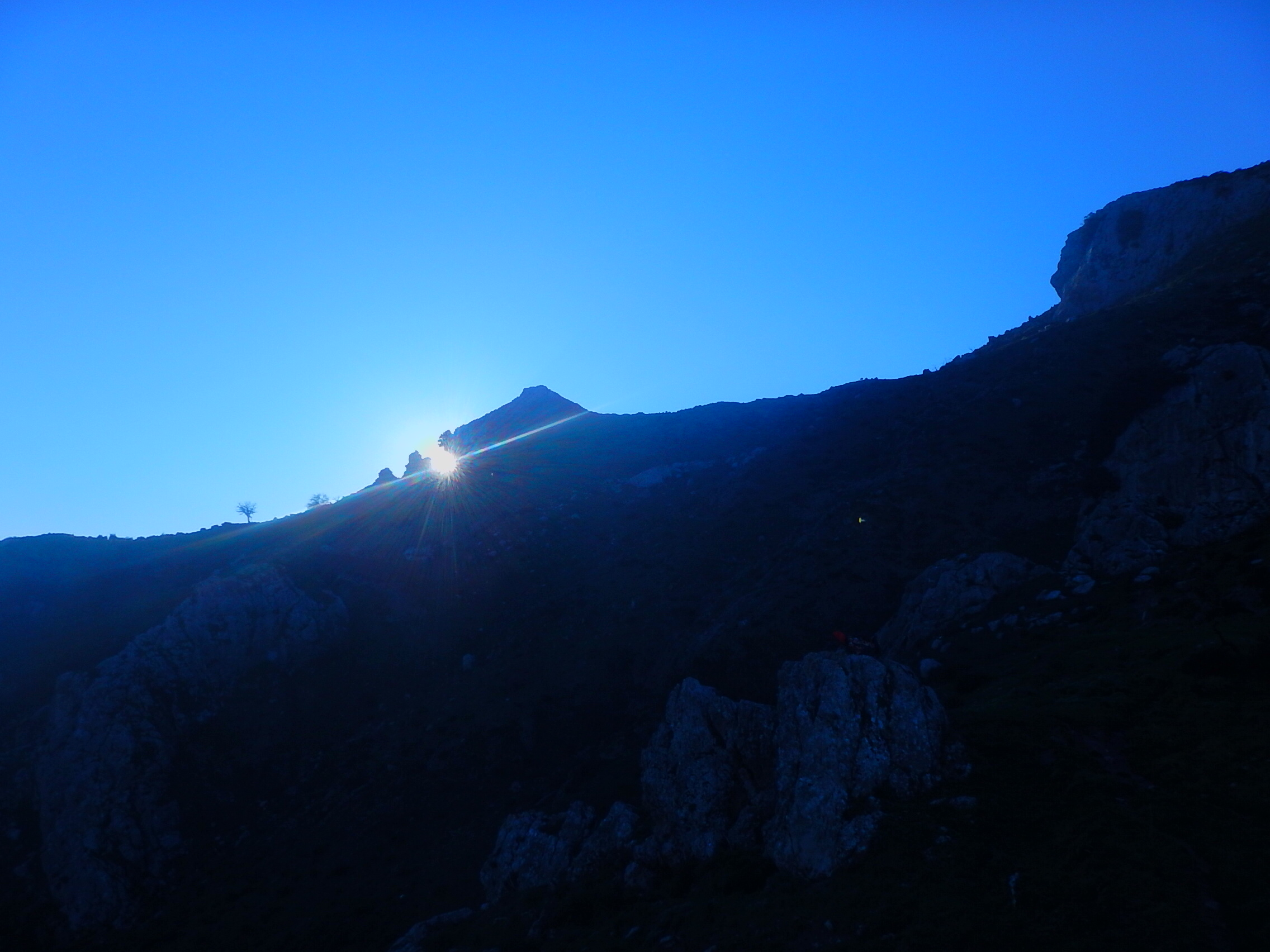
Xem xét ngày phân chia mùa từ lịch thiên văn của Pizzo Vento ở Fondachelli-Fantina, Sicilia

### Châu Âu Kitô giáo

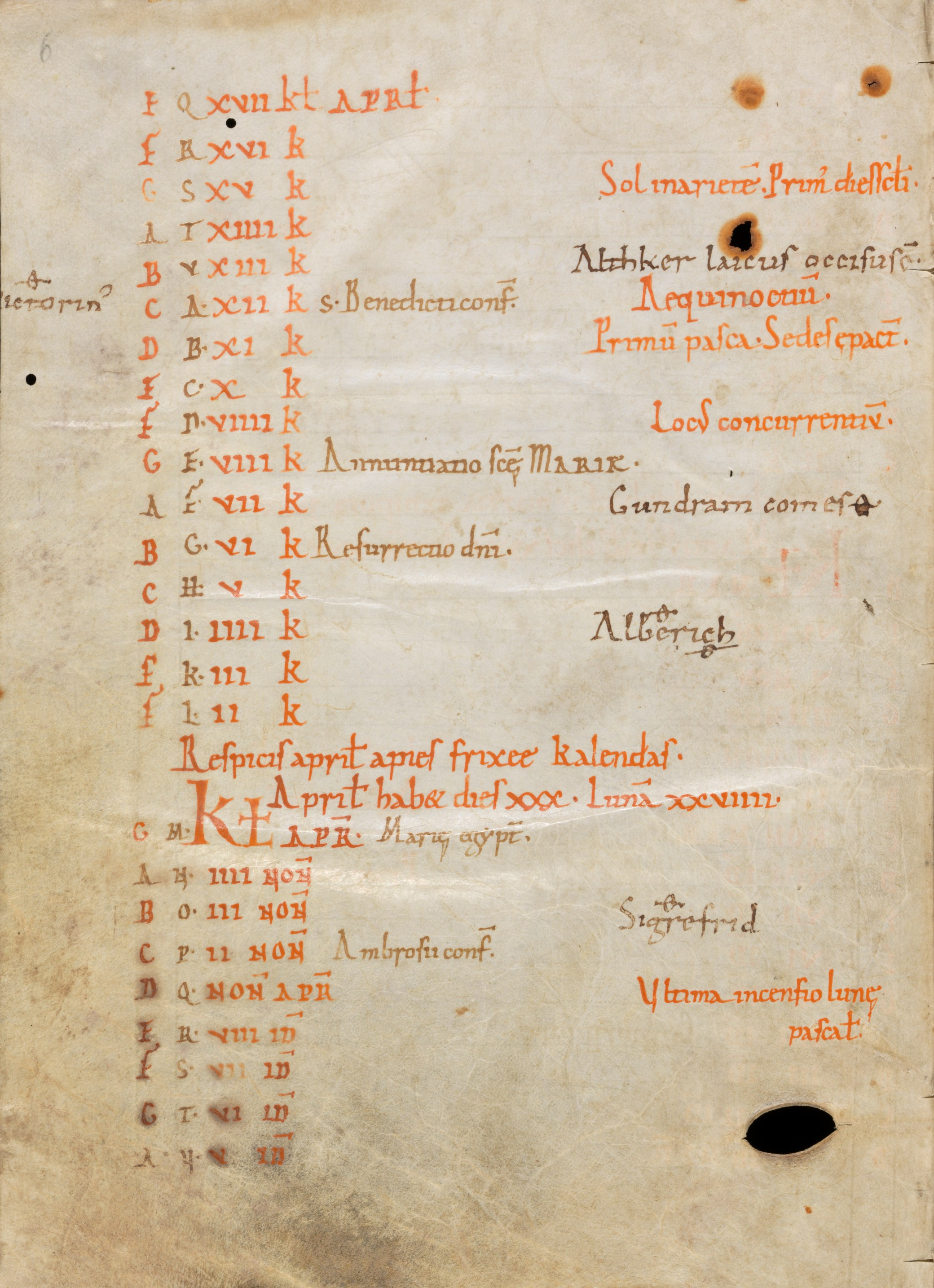
Trang của một lịch thế kỷ 10 từ Tu viện Einsiedeln (16 tháng 3 đến 9 tháng 4)

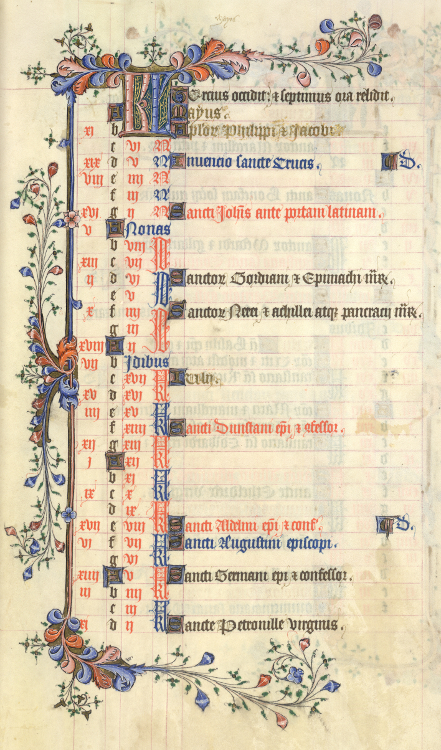
Trang cho tháng Tháng 5 trong Cẩm nang Bedford và Bản vẽ vài trang ms.
(Thư viện British Add MS 42131, fol. 3r, thế kỷ 15 sớm)

## Trung Bộ châu Mỹ

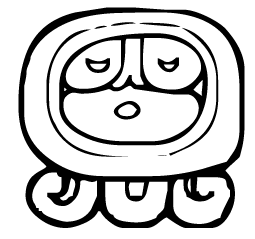
Một biểu đồ hình vẽ hiện đại của vị thần Maya Ahau, người được đặt tên theo ngày thứ 20 của chu kỳ tzolkin